# 鰭甲魚綱
鰭甲魚綱（學名：Pteraspidomorphi）是一類已滅絕的無頜魚，被認為是有頷下門的近親。

## 特徵

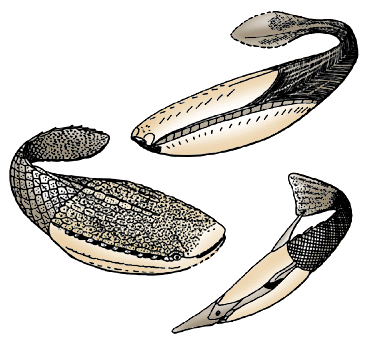
多種鰭甲魚綱物種

鰭甲魚綱最重要的特徵就是來自於其頭部上覆蓋著一層由骨板組成的厚重硬甲殼。擁有反歪尾鳍以增加游泳時的所能產生的上升力，具有可吮吸的口。一些物種甚至可以在淡水中生存。
鰭甲魚鋼多為海洋生物，生活在海濱、潟湖與三角洲地帶，某些種類則可能生活於淡水。由其頭甲體側的磨損痕跡可以得知鰭甲魚綱均為底棲生物。

## 与现存种群的关系
鰭甲魚綱最早被認為是硬骨魚、再來是鯊魚、盲鰻的祖先，現在則被認為是有頷下門的無頷近親。

## 資料來源
1. ↑  . After Carroll, 1988, and Janvier, 1997.   [26 October 2013]. （原始内容存档于2018-10-16）.
2. ↑  Janvier, Philippe (1997) Pteraspidomorphi （页面存档备份，存于） The Tree of Life Web Project.

## 延伸閱讀
- 世界魚類 第4版 (Joseph S. Nelson 2006)

## 外部連結
- Pteraspidomorphi （页面存档备份，存于） at Tolweb
- Pteraspidomorphi（页面存档备份，存于） at Palaeos